# Paul Mircea Cosmovici
Paul Mircea Cosmovici (n. 30 octombrie 1921, Iași – d. 2006, București) a fost un jurist român, membru titular (din 1995) al Academiei Române.

## Biografie
Paul Cosmovici a urmat cursurile liceale și universitare la Iași, iar, apoi, cursurile de perfecționare în drept internațional la universități din Columbia, Leiden și Amsterdam.
De-a lungul anilor, a fost avocat în baroul din București, a îndeplinit funcții economice în diferite întreprinderi, jurist consult, consultant arbitral și arbitru departamental.
În 1968 a devenit, prin concurs, cercetător științific principal și, apoi, șef de sector la Institutul de Cercetări Juridice al Academiei Române, unde între 1990-1999 a fost director, iar, din 1999, director onorific.
A elaborat, singur sau în colaborare, numeroase lucrări, dintre care amintim: „Prescripția extinctivă”, „Dreptul ca instrument de formare, dezvoltare și ocrotire a personalității umane” (lucrare distinsă cu premiul „Simion Mehedinți” al Academiei Române), „”Rolul și funcțiile dreptului”, „Rolul contractelor în perfecționarea relațiilor economice”, „Probleme de drept economic. Elemente pentru configurarea unor noi soluții într-o viitoare reglementare”, „Extinctive Proscription”, „A New Approach to International Comercial Contracts”, „Dreptul european al concurenței. Înțelegeri între întreprinderi. Reguli generale”; „L’Union Europénne dans le labyrint de l’venir - Problemes fondamentaux”. La acestea se adaugă alte studii privind dreptul economic, dreptul civil și filosofia dreptului, în care și-a expus o concepție proprie despre criteriile pentru determinarea abrogărilor implicite, construcții juridice, trăsăturile esențiale ale statului de drept, aspecte juridice ale trecerii de la economia supercentralizată la economia de piață, strategia de pregătire a aderării României la Uniunea Europeană.
Pentru contribuțiile sale a fost ales membru al Societății de Legislație Comparată din Paris. A fost ales membru corespondent al Academiei Române în anul 1991 și membru titular în 1995.
Printre cele mai cunoscute volume semnate de Paul Cosmovici se numără lucrările:
- Dreptul ca instrument de formare, dezvoltare și ocrotire a personalității umane.
- Introducere în dreptul civil
- Drept civil: Drepturi reale, obligații, codul civil